# Anno 1701: Klątwa smoka
Anno 1701: Klątwa smoka – jedyny oficjalny dodatek do trzeciej części gry serii Anno. Producent i wydawca nie zmienił się w stosunku do tego z podstawowej wersji gry. Polskim dystrybutorem, podobnie jak w przypadku większości gier z tej serii jest Cenega Poland.

## Nowości
Największą nowością w dodatku jest kampania składająca się z kilkunastu misji. W podstawowej wersji, prócz gry ciągłej, można było jedynie zagrać w jedno z dziesięciu prostych wyzwań. Klątwa smoka umożliwia ustalenie poziomu trudności poszczególnych zadań, co w znaczący sposób zmienia strategię rozgrywki.
Kolejnym dodatkiem jest edytor map. Możliwości tego programu ograniczają się do ustalenia wielkości wysp, ich krajobrazu oraz wyboru przeciwników. Podobne opcje można było znaleźć podczas uruchamiania gry dowolnej, znanej już w podstawowej wersji.
W dodatku można też spotkać kilka nowych budynków, takich jak: różany żywopłot, ptaszarnia oraz ptasia łaźnia.